# Інесе Ґаланте
Інесе Ґаланте (латис. Inese Galante; *12 березня 1954, Рига) — латвійська оперна співачка (сопрано); удостоєна латвійської державної нагороди — Ордена Трьох зірок. Проживає у Німеччині.

## Біографія
Народилася 12 березня 1954 в Ризі в музичній сім'ї.
Після закінчення школи вступила до медичного училища на фармацевтичне відділення, де почала співати. 1977 Інесе вступила до Латвійської академії музики в Ризі. Її першим викладачем була Рашель Шулова. Ще під час навчання в академії стала солісткою Латвійської національної опери. 1982 закінчила Академію по класу вокалу у професора Людмили Браунс.
1991 співачка переїхала до Німеччини, де живе до сих пір.
З 1991 по 1999 була солісткою Національного театру в Мангеймі (англ. National Theatre Mannheim) та Німецької опери на Рейні (англ. Deutsche Oper am Rhein) в Дюссельдорфі. Потім почала гастролювати по всьому світу. Працювала на сцені Театру Єлисейських Полів і брала участь у французькому фестивалі Festival de Radio France et Montpellier Languedoc-Roussillon в Монпельє (Франція); в США — на фестивалі Newport Music Festival і Gibson Hall; у Великій Британії — в Barbican Centre, Wigmore Hall, Кенсінгтонському палаці і Альберт-Холлі; в Шведській Королівській опері; в італійській Ла Скала. 2001 Ґаланте виступила в Роттердамі в спільному з Хосе Каррерасом концерті.
Паралельно з роботою за кордоном, співачка бере участь в оперних постановках в Латвії. Ґаланте співпрацювала з багатьма іншими диригентами, серед яких — Ієгуді Менухін, Зубін Мета, Карл Девіс, Антоніо Паппано, Нееме Ярві тощо.